# Château d'Oisilly
Le château d'Oisilly est situé à Oisilly (Côte-d'Or) en Bourgogne-Franche-Comté.

## Localisation
Le château se trouve à la sortie sud du chef-lieu entre le canal et la RD 112m.

## Historique
Les renseignements manquent quant à l'historique d'une seigneurie d'Oisilly, citée comme bien de l’abbaye Saint-Pierre de Bèze à sa fondation en 628 par Amalgaire d'Arenberg. Dépendant de l'évêché de Langres, le territoire actuel de la commune est longtemps divisé entre trois seigneuries : Chamblan, Montarean et Ozilly avec chacune son château fort. Ceux-ci sont détruits par les troupes de Matthias Gallas au XVIIe siècle et les trois fiefs sont ensuite unifiés. Le château actuel est bâti au XVIIIe siècle et ses communs sont postérieurs à 1838 à l'exception du colombier et de l'orangerie qui sont contemporains des origines. L’aile gauche, ravagée par un incendie en 1864, est reconstruite peu après à l'identique.

## Architecture
Les bâtiments d'habitation de plan en « U » sont implantés sur les trois côtés d'une cour carrée qui s'ouvre sur la RD 112m par une belle grille en fer forgé. Le bâtiment principal comprend un rez-de-chaussée de plain-pied et un étage carré avec fronton cintré brisé orné d’une horloge au tympan. Les deux ailes symétriques sont constituées d'un rez-de-chaussée de plain-pied et d’un étage de comble avec toits brisés. Dans l'angle antérieur gauche de la cour, un puits à margelle circulaire et superstructure en fer forgé est présent. Les communs sont à droite du logis, un colombier cylindrique à l'arrière de la basse-cour et l’orangerie est isolée au sud-est avec serre adossée.